# David di Donatello 1959
La cerimonia di premiazione della 4ª edizione dei David di Donatello si è svolta il 26 luglio 1959 al Teatro antico di Taormina.

## Vincitori
Miglior regista
- Alberto Lattuada - La tempesta

Migliore produttore
- Dino De Laurentiis Cinematografica - La tempesta (ex aequo)
- Titanus - La maja desnuda (ex aequo)

Migliore attrice protagonista
- Anna Magnani - Nella città l'inferno

Migliore attrice straniera
- Deborah Kerr - Tavole separate (Separate Tables)

Migliore attore straniero
- Jean Gabin - Le grandi famiglie (Les Grandes Familles)

Miglior film straniero
- Gigi (Gigi), regia di Vincente Minnelli

Targa d'Oro
- Renato Rascel, per la sua interpretazione in: Policarpo, ufficiale di scrittura; regia di Mario Soldati
- Sophia Loren, per la sua interpretazione in: Orchidea nera (The Black Orchid); regia di Martin Ritt
- Susan Hayward, per la sua interpretazione in: Non voglio morire (I Want to Live!); regia di Robert Wise

Premio internazionale "Olimpo" per il teatro
- Joan Littlewood